# Liste der Ritter des Michaelsordens
Diese Seite enthält eine Liste der Ritter des Michaelsordens (Ordre de Saint-Michel).

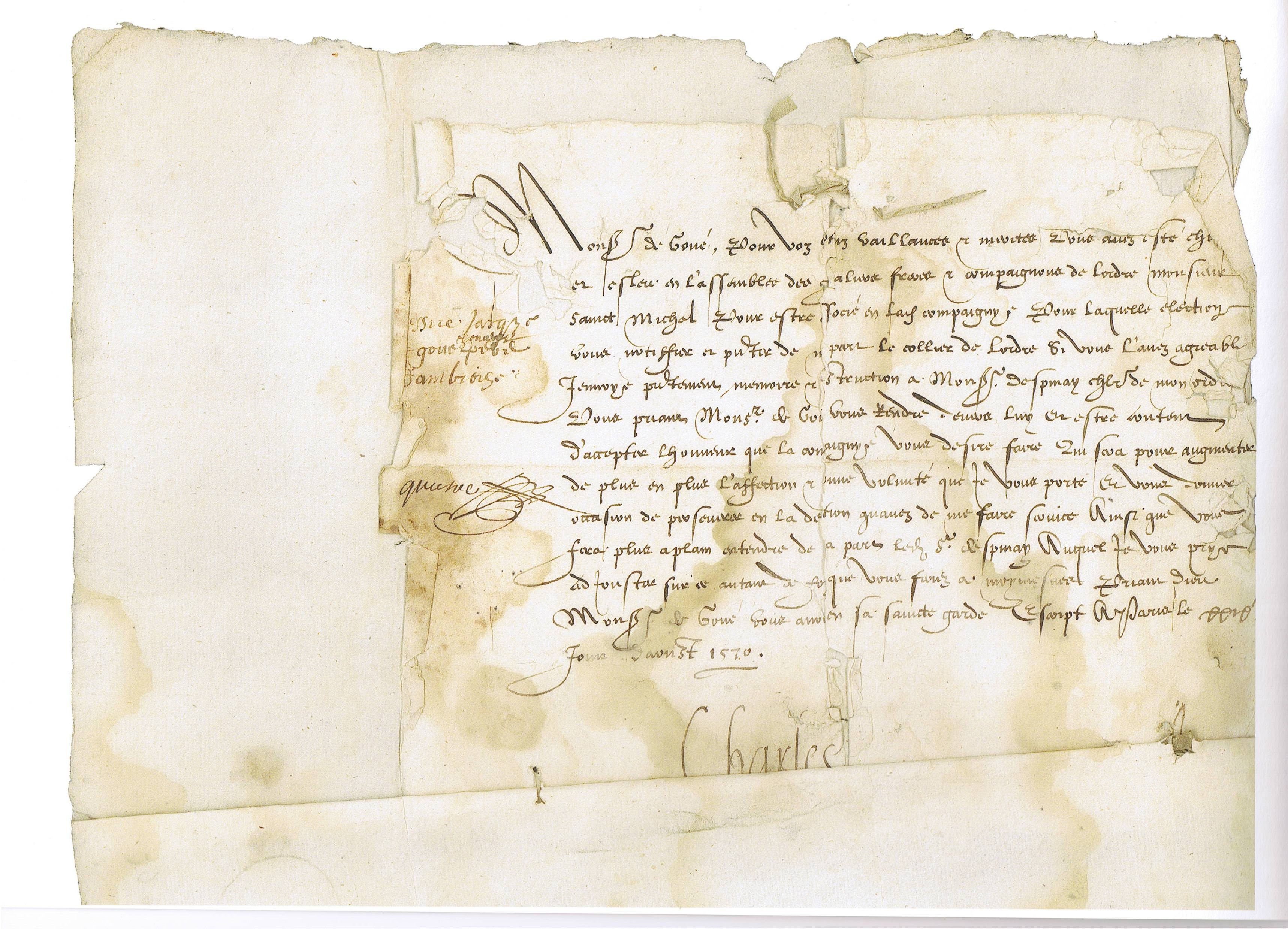
Diplom zur Aufnahme Jacques de Goués in den Ordre de Saint-Michel (1570)

Der Ordre de Saint-Michel wurde am 1. August 1469 gegründet. Ursprünglich war die Zahl der lebenden Mitglieder des Michaelordens auf 31, dann auf 36 begrenzt. 1565 wurde das Limit im Zuge der Religionskriege offiziell auf 50 angehoben, 1578 auf 100. Faktisch wurde die offizielle Begrenzung aber ohnehin meist weit überschritten: Beim Regierungsantritt Henris III. im Jahre 1574 soll der Orden etwa 700 Ritter umfasst haben. Auch wegen dieser zahlenmäßigen Ausweitung erlitt der Orden, insbesondere gegenüber dem Orden vom Goldenen Vlies und dem Hosenbandorden einen erheblichen Prestigeverlust. Nicht zuletzt in Reaktion hierauf gründete Henri III. 1578 den Ordre du Saint-Esprit. Seine Mitglieder gehörten mit ihrer Ernennung automatisch auch dem Michaelsorden an. Die Mitglieder des Ordre de Saint-Michel wurden „Chevalier de l’Ordre du Roi“, sofern sie nicht auch dem Ordre du Saint-Esprit angehörten, und „Chevaliers des Ordres du Roi“, sofern sie dem Ordre du Saint-Esprit und damit auch dem Ordre de Saint-Michel angehörten, genannt.
Die folgende (bei weitem unvollständige) Liste enthält nur solche Personen, die dem Ordre de Saint-Michel, aber nicht dem Ordre du Saint-Esprit angehörten.
- Louis de Beaumont La Forest (um 1407–1477), Seigneur du Plessis-Macé, Sénéchal de Poitou.
- Louis de Laval
- André de Laval (1411–1486), Sire de Lohéac, Marschall von Frankreich.
- Louis de Luxembourg (1418–1475), Graf von Saint-Pol, Connétable von Frankreich
- Georges II. de La Trémoille († 1481), Gründungsmitglied
- Jean II. d’Allonville de Louville (1423–1511), Conseiller du roi
- Philippe Pot (1428–1493), burgundischer und französischer Hofbeamter, Aufnahme zwischen 1477 und 1481
- Jacques de Luxembourg (1420–1487), Seigneur de Richebourg, Aufnahme vor 1478
- Jean II. de Bourbon (1426–1488), Herzog von Bourbon, Pair von Frankreich.
- Louis de Bourbon († 1487)
- Charles I. d’Amboise (1430–1481), Gouverneur von Île-de-France, Champagne und Burgund
- Gian Giacomo Trivulzio (1440/41/48–1518), Marschall von Frankreich
- Johann II. de Chalon (1443–1502), Fürst von Orange (Aufnahme 1472)
- Charles de Valois (1446–1472), Herzog von Guyenne, Pair von Frankreich,
- Jacques Galiot Ricard de Genouillac (1465–1546), Großstallmeister von Frankreich, Großmeister der Artillerie von Frankreich, Gouverneur des Languedoc
- Gaspard I. de Coligny (1465/70–1522), Marschall von Frankreich
- Charles II. d’Amboise (1473–1511), Marschall von Frankreich
- Charles de la Rochefoucauld (1520–1583), Militärgouverneur von Paris, Lieutenant-général der Champagne
- Ludwig Pfyffer von Altishofen (1524–1594), Oberst der Schweizer Truppen in französischen Diensten im Hugenottenkrieg
- Jean II. d’Allonville de Réclainville, (1526–1599), Gouverneur von Chartres und Blois
- François II. d’Allonville d’Oysonville (1529–1615), Gouverneur von Stadt und Herzogtum Étampes
- Guillaume de Montmorency (1546/7–1594), französischer Militär
- Giuseppe Cesari, bekannt als Cavalier d’Arpino (1568–1640), italienischer Maler
- François Caron (1600–1673), Forschungsreisender
- Giovanni Francesco Romanelli (1610–1662), italienischer Maler
- Kaspar Gallati (1535–1619), Oberst der Schweizer Truppen in französischen Diensten im Hugenottenkrieg
- Kaspar Freuler (1595–1651), Oberst der Schweizer Truppen in französischen Diensten im Hugenottenkrieg
- Jacques-Noël Sané (1740–1831), Schiffbaumeister